# Hans Weber (Botaniker)
Hans Friedrich Weber (* 6. Oktober 1911 in Delitzsch, Sachsen-Anhalt; † 18. Dezember 2006 in Mainz) war ein deutscher Botaniker.
Sein botanisches Autorenkürzel lautet „H.Weber“.

## Leben
Der aus Delitzsch gebürtige Hans Weber, Sohn des Friedrich Weber sowie der Margarete geborene Biehl, Abiturient an der Oberrealschule Delitzsch, wandte sich in der Folge dem Studium der Biologie an der Martin-Luther-Universität Halle-Wittenberg zu, das er 1936 mit dem Erwerb des akademischen Grades eines Dr. phil. abschloss.
Nach Assistenzjahren habilitierte er sich 1939 als Privatdozent für Botanik sowie Pharmakognosie an der Albertus-Universität Königsberg, 1946 folgte er dem Ruf auf die ordentliche Professur für diese Fächer an die Johannes Gutenberg-Universität Mainz. Zusätzlich wurde ihm dort die Leitung des Instituts für Spezielle Botanik sowie 1963 in der Nachfolge von Wilhelm Troll jene des Botanischen Gartens übertragen. Hans Weber, der Forschungsreisen nach Süd- sowie Mittelamerika unternahm, hielt diese Positionen bis zu seiner Emeritierung 1979 inne.
Hans Weber, der mit Gerda geborene Boettcher verheiratet war, mit der er zwei Kinder hatte, verstarb im Dezember 2006 zwei Monate nach Vollendung seines 95. Lebensjahres.

## Schriften
- Gestalt und Organisation der höheren Pflanzen, Herder, 1949
- Die Bewurzelungsverhältnisse der Pflanzen, Herder, 1953
- Die Páramos von Costa Rica und ihre pflanzengeographische Verkettung mit den Hochanden Südamerikas, Verlag der Akademie der Wissenschaften und der Literatur; in Kommission bei F. Steiner, Wiesbaden, 1958